# Bahrenfelder See
Der Bahrenfelder See ist ein Stillgewässer in Hamburg-Bahrenfeld unmittelbar neben der gleichnamigen Auffahrt zur Bundesautobahn 7.

## Geologie und Geschichte
Der See ist ein Erdfall über dem Gipshut des Salzstockes Othmarschen-Langenfelde, auch Othmarschen-Langenfelde-Diapir genannt. Genauer wird das Phänomen der Subrosion, die unterirdische Auslaugung leicht löslicher Gesteine (z. B. Salz oder Gips) als Ursache betrachtet. Durch einen plötzlichen Einsturz eines Hohlraumes entstand in der Folge eine trichterförmige Senke an der Geländeoberfläche, die, mit Grundwasser gefüllt, den heutigen See bildet. Der See liegt im erdbebenreichsten Gebiet der Stadt, in dem seit 1800 etwa 30 kleine Beben, ausgelöst durch Erdfälle, registriert wurden. Einigen Quellen zufolge wurde hier auch Ton abgebaut. Heute zählt der See zu den Hamburger Geotopen und liegt in einem Landschaftsschutzgebiet.

## Abmessungen
Die Tiefe des Sees veränderte sich im Laufe der Zeit und wird für 1914 mit 8,54 Meter angegeben, heute ist er durch Sedimentierung deutlich flacher. Die Fläche beträgt 5,13 Hektar.

## Nutzung
Mit dem umliegenden Park Bahrenfelder See dient der See als Naherholungsgebiet. Aber auch als Angelgewässer wird er genutzt. Hier finden sich Karpfen, Schleien, Karauschen, Barsche und verschiedene Weißfische.